# منتصلة أوباي
منتصلة أوباي (الاسم العلمي: Achromobacter obae) هي نوع من البكتيريا، سلبية الغرام، تتبع جنس المنتصلة.